# عبدالرحیم جعفری
عبدالرحیم (تقی) جعفری (زادهٔ ۱۲ آبان ۱۲۹۸ در تهران – درگذشتهٔ ۱۱ مهر ۱۳۹۴ در تهران) بنیان‌گذار و مدیر پیشین مؤسسه انتشاراتی امیرکبیر، که مهم‌ترین و گسترده‌ترین مؤسسهٔ خصوصی چاپ و نشر کتاب در تاریخ ایران و خاورمیانه است. وی که همچنین بخشی از سهام انتشارات خوارزمی را داشت تا سال ۱۳۵۸ دارنده و گردانندهٔ این بنگاه‌های انتشاراتی بود. در این سال، در جریان مصادره‌های ابتدای انقلاب و به حکم دادگاه انقلاب، سازمان تبلیغات اسلامی مؤسسه انتشارات امیرکبیر و خوارزمی را تصرف کرد.

## آغاز زندگی
عبدالرحیم جعفری که او را با نام «تقی جعفری» هم می‌شناسند در ۱۲ آبان ۱۲۹۸ چشم به جهان گشود. نام مادرش کبری و پدرش میرزا علی‌اکبر بود. پدر عبدالرحیم، پیش از تولد عبدالرحیم به مشهد رفت و هیچ‌گاه بازنگشت. مادر و مادربزرگ او برای تأمین مخارج زندگی به نخ ریسی پرداختند چون مادر او مدرک رسمی برای اثبات ازدواج نداشت شناسنامه جعفری با نام خانوادگی مادر صادر می‌شود. ناگزیر، در غیاب پدر، نام خاندان مادر «عبدالرحیم استاد محمدجعفر» را بر پسر نهادند. وی بعداً نام خانوادگی خود را به «جعفری» تغییر داد. «عبدالرحیم» نام جد پدری او بود که گویا زمانی در کرمان چندین کارگاه قالی‌بافی داشت. عبدالرحیم خواندن و نوشتن رادر یکی از مکتب خانه‌های تهران آموخت.
روزی به‌طور کاملاً اتفاقی زمانی که همراه با مادرش در مغازه شوهر خاله اش بودند با همسر منتخب الملک روبرو شدند. وقتی همسر آقای منتخب الملک وصف حال آنها را از صاحب مغازه شنید آنها را به خانه بود و سرپرسی وی و مادرش را پذیرفت. محمدتقی اسفندیاری (منتخب‌الملک) در آن زمان معاون وزیر خارجه بود. همسر منتخب‌الملک او را «تقی» نامید و او را به مدرسه گذاشتند. اما این دوران، کوتاه بود و با مأموریت اسفندیاری به افغانستان، عبدالرحیم و مادرش بار دیگر به فقر بازگشتند و مادرش در خانه‌ای کوچک به نخ‌ریسی پرداخت. در دوره ای که تحت سرپرستی منتحب الملک زندگی می‌کردند به اصرار همسر منتخب الملک در پی یافتن پدرش و گرفتن طلاق مادرش بر آمدند. مدتی بعد پدر وی در مشهد پیدا شد و پس از طی مدتی مادرش از پدرش رسماً جدا شد.

## کار حرفه‌ای

### ترک مدرسه و ورود به کار حرفه ای
عبدالرحیم جعفری تا کلاس چهارم ابتدایی در مکتب‌خانه و دبستان‌های علامه و ثریا در تهران درس خواند. فقر و گرفتاری نهایتاً باعث شد انگیزه او برای تحصیل کم شود و مادرش که چنین دید او را پیش از اتمام سال پنجم ابتدایی برای کار به چاپخانه علمی فرستاد. مادرش کار در چاپخانه را تا حدی جبران کننده عدم تحصیل وی می‌دانست. چاپخانه علمی در آن زمان در میانه کوچه  نایب خیابان ناصر خسرو قرار داشت. وی بعد از یک ماه کار تقریباً بدون مزد نهایتاً با روزی ده شاهی به عنوان کارگر پذیرفته شد. بعد از چند سال کار در چاپخانه مدتی به عنوان شاگرد شوفر روی یکی از اتوبوسهای پسرخاله ای کار کرد اما بعد از چند ماه دوباره به چاپخانه بازگشت. بعد از یکی دو سالی کار در چاپخانه برای اینکه بتواند فرصتی برای ادامه تحصیل داشته باشد به عنوان نامه رسان در نمایندگی شرکت زیمنس شروع به کار کرد و شبها در کلاس‌های اکابر شرکت می‌کرد. هدف او گرفتن تصدیق ششم ابتدایی بود. اما از بخت بد در زمان شروع امتحانات به بیماری دچار شد و بدون رسیدن به مقصود مجدداً به چاپخانه بازگشت. در سال ۱۳۱۹ به خدمت سربازی رفت و در پادگان نیروی هوایی مهرآباد آن روز به عنوان سرباز مشغول به خدمت شد. در این دوره سربازان هم دوره وی به شدت مورد تحقیر و تنیبه فرماندهان خود قرار می‌گرفتند تا جایی که نهایتاً فکری به ذهن او رسید و با نوشتن یک نامه از طرف یک فرد جعلی گزارش این بی‌اخلاقی‌ها را به فرمانده کل پادگان داد و موجب تغییر فرماندهان شد.

### چاپخانه علمی
پس از چند سال کار در چاپخانه علمی کاملاً مورد اعتماد اکبر علمی قرار گرفت تا جایی که به پیشنهاد وی به خواستگاری دختر برادر وی رفت و علیرغم مخالفت ابتدایی مادرش با او ازدواج کرد. وی تقریباً همه پس اندازش را هزینه این ازدواج کرد. در همین ایام که ایران در اشغال متفقین بود و وضع اقتصادی کشور و خانواده وی نیز بد بود به تیفوس مبتلا شد و چند روزی در خانه در حالت بیهوشی بود. پس از چند روز بهوش آمد و کم‌کم حالش رو به بهبودی رفت. در این مدت مادر با همسرش با فروش بخشی از اثاثیه خانه هزینه زندگی را تأمین کرده بودند.
پس از بهبودی به چاپخانه بازگشت اما برادران علمی در نبود وی چاپخانه را بین خود تقسیم کرده بودند و شغل وی را نیز به فرد دیگری واگذار کرده بودند. او که برای تأمین هزینه زندگی راهی نداشت مجبور شد در کنار مسجد شاه تهران بساط کتاب فروشی اش را راه بیندازد و به دستفروشی کتاب و خرید و فروش کتاب‌های دست دوم بپردازد. این کار درآمد بسیار کمی داشت. پس از مدتی به پیشنهاد دو تن از دوستانش با آنها شریک شد و یک بقالی راه انداخت اما درآمد بقالی بسیار کم بود و نهایتاً مجبور به بستن بقالی شد. در همین ایام در سال ۱۳۲۴ به‌طور اتفاقی یک بار گذرش به چاپخانه علمی افتاد که به تازگی قرارداد چاپ کتابهای ابتدایی را گرفته بود. با پیشنهاد اکبر آقای علمی به کار بازگشت. در این سالها از طریق یکی از دوستانش با باشگاه نیرو راستی به مدیریت منوچهر مهران آشنا شد و تحت تأثیر شخصیت وی به عضویت باشگاه درآمد.

### بنیان‌گذاری انتشارات امیرکبیر
در سال ۱۳۲۸ برای چندمین بار با اکبر علمی صاحب چاپخانه علمی اختلاف پیدا کرد و تصمیم به ترک کار و تأسیس یک مؤسسه نشر برای خود کرد. بعد از تفکر بسیار نام امیرکبیر را برای مؤسسه خود برگزید و خود از یافتن این نام بسیار خوشحال شد چرا که وضعیت امیر کبیر را تا حدی شبیه خود می‌دانست که از خانواده ای فقیر برخاسته بود و خدمات بزرگی به کشور کرده بود. برای شروع به کار یک اتاق چهار متر در چهار متر در طبقه دوم چاپخانه آفتاب روبروی در اندرون در خیابان ناصر خسرو اجاره کرد. در نخستین قدم به سراغ کسانی رفت که سالها آرزوی همکاری با آنها را داشت، منیر مهران مدیر باشگاه نیرو راستی، جلال آل احمد، حسن صفاری، مرتضی کیوان و عبدالحسین زرین کوب. او می‌خواست کتابهایی بدون نقص و بی نظیر وارد بازار کند به همین علت تصحیح کتابها را خود و همسرش در منزل انجام می‌دادند. پس از حدود یک ماه نخستین کتابهایی که به چاپ رساند فن ورزش ترجمه منیر مهران و انرژی اتمی نوشته حسن صفاری هردو در هزار و پانصد نسخه بود. نخستین موفقیت مؤسسه امیر کبیر برنده شدن کتاب کلبهٔ عمو تم با ترجمه منیر مهران در مسابقه مجله سخن به مدیریت پرویز ناتل خانلری بود. مهدی آذر یزدی از نخستین کسانی بود که به همکاری با او در نشر کتاب پرداخت. به دلایل مشکلات اقتصادی کشور و فقر و بی‌سوادی مردم، کار انتشارات، خوب پیش نرفت و در سال ۱۳۲۹ به علت مشکلات اقتصادی، ورشکست شد؛ بنابراین بار دیگر به فروش کتاب در کتاب‌فروشی پرداخت. اما در سال ۱۳۳۱ (خورشیدی) توانست با همکاری یکی از کارکنان پیشین چاپخانه علمی، چاپخانه پیروز را تأسیس کند و تا سال ۱۳۳۶ (خورشیدی) پانصد عنوان کتاب در رشته‌های گوناگون چاپ کند.

### گسترش کار
در سال ۱۳۳۷ عبدالرحیم جعفری دومین فروشگاه کتاب خود را در خیابان شاه‌آباد (جمهوری اسلامی امروزی) تأسیس کرد. در همین سال، او نمایشگاه کتابی در باشگاه دانشگاه تهران برپا کرد و صدها عنوان کتابی را که تا آن موقع چاپ کرده بود به نمایش گذاشت. در سال ۱۳۴۲ (خورشیدی) در هنگام وزارت پرویز ناتل خانلری بر وزارت فرهنگ و هنر، عبدالرحیم جعفری در کنار مدیریت انتشارات امیرکبیر، مدیریت شرکت کتاب‌های درسی را نیز بر عهده گرفت. طی دوازده سال کار عبدالرحیم جعفری در این شرکت، قیمت کتاب‌های درسی، ثابت ماند. او این را یکی از افتخارات خود می‌دانست. اما همزمان اشاره کرد که دشمنی و تنگ‌نظری عده‌ای در این دوره، موجب گرفتاری‌های فراوان برای او از جمله در جریان مصادره اموالش پس از انقلاب ۱۳۵۷ ایران شد. در کمتر از یکسال از آغاز به کار، عبدالرحیم جعفری، چاپ و پخش کتاب‌های درسی در سراسر کشور را قانونمند می‌کند. او پس از ۱۲ سال تلاش در زمینه کتاب‌های درسی به امیرکبیر برگشت و به زودی شرکت کتاب‌های جیبی و انتشارات ابن سینا و … را ضمیمه امیرکبیر کرد.
کل کتاب‌های گروه انتشارات امیرکبیر تا پیش از مصادره به ۲۸۰۰ عنوان رسید و این انتشارات در دهه ۱۳۵۰ (خورشیدی) به یکی از بزرگ‌ترین ناشران خاورمیانه تبدیل شد. امیرکبیر و شرکت‌های تابع آن، سیزده فروشگاه کتاب در تهران، یک فروشگاه در مشهد، یک چاپخانه و صحافی و ۲۷۰ نفر کارمند و کارگر داشتند. آخرین کتاب انتشارات امیرکبیر تا پیش از مصادره، مکه مکرمه و مدینه منوره‌ برگردان احمد آرام بود.

### کارنامه انتشارات امیر کبیر
عبدالرحیم جعفری نشر این کتابها را در کتاب خاطرات خود از مهم‌ترین دستاوردهای خود می‌داند:
- سه تار، مدیر مدرسه، دید و بازدید از جلال آل احمد[۳۲]
- زندگی من اثر جواهر لعل نهرو[۲۹]
- چه می‌دانم ترجمه مرتضی کیوان[۳۲]
- تاریخ حساب ترجمه حسن صفاری[۳۳]
- دو قرن سکوت، از کوچه رندان، پله پله تا ملاقات خدا، فرار از مدرسه، کارنامه اسلام، بامداد اسلام، نوشته عبدالحسین زرین‌کوب[۳۴]
- تاریخ علوم ترجمه حسن صفاری[۳۵]
- تاریخ حساب ترجمه پرویز شهریاری[۳۳]

## پس از انقلاب

### دادگاه و مصادره اموال
پس از انقلاب، عبدالرحیم جعفری در سال ۱۳۵۸ به حیف و میل اموال بیت‌المال و سوءاستفاده از اموال دولتی متهم شد و مدتی به زندان رفت. به او ماهی سی هزار تومان از دارایی خودش خرجی می‌دادند تا اینکه زیر فشار، در ۲۹ خرداد ۱۳۶۲ صلح‌نامه‌ای را برای مصادره یک‌سوم اموالش امضاء کرد اما عملاً همه اموالش مصادره شد و به تصرف سازمان تبلیغات اسلامی درآمد.
وی در کتاب خاطرات دو جلدی خود به نام در جست و جوی صبح چندین‌بار به بعضی از موارد اتهامش اشاره کرد:
- انتشار کتاب‌های صادق هدایت و بزرگ علوی
- انتشار چهار جلد تاریخ اجتماعی ایران
- انتشار کتاب مردان خودساخته که در آن به رضاشاه به عنوان یکی از مردان خودساخته پرداخته شده بود.
- انتشار کتاب‌های علی دشتی
- انتشار کتاب شاه جنگ ایرانیان
- نوشتن نامه به محمدرضا پهلوی برای دریافت طلب از شرکت طبع و نشر کتاب‌های درسی ایران
- چاپ تصویری از او و همکارانی که در کنار فرح پهلوی در تهیه و نشر «شاهنامه امیرکبیر» سهیم بودند
- داشتن سهام شرکت سهامی افست که سهامدار عمده آن سازمان شاهنشاهی خدمات اجتماعی بود

جلد سوم کتاب در جست و جوی صبح هرگز اجازه انتشار نیافت.

### اسماعیل رائین
اما چنان‌که جعفری نوشته، مهم‌ترین دلیل بازداشت، زندانی شدن و مصادره اموال او مشکلاتی است که با اسماعیل رائین پیدا کرده بود.
به نوشته عبدالرحیم جعفری، انتشارات امیرکبیر پس از مکاتبه با اسماعیل رائین که در آن زمان در انگلستان بود اجازه انتشار کتاب معروفش «فراماسونری در ایران» را گرفت و در همه مراحل چاپ کتاب او را در جریان قرار می‌داد. رائین که به سختی بیمار بود در تابستان ۱۳۵۸ یک‌سوم از حق تکثیر خود را، بدون دادن «رسید» در چند مرحله از جعفری دریافت کرد. اما مشکل از زمانی آغاز شد که ناشر برای پرداخت‌های بعدی، «رسید» دریافت‌های قبلی را از رائین طلب کرد، ولی او نپذیرفت. پس از چند ماه کشاکش در دادگستری و دادستانی انقلاب، رائین به همراه شماری از مأموران دادستانی به انتشارات امیر کبیر رفت. کارگران امیرکبیر علیه او شعار دادند و دقایقی بعد رائین در دفتر انتشارات امیر کبیر در اثر سکته قلبی درگذشت. با این رویداد، دردسرهای بزرگی برای عبدالرحیم جعفری آغاز شدند که به زندانی شدن و مصادره مؤسسه امیرکبیر انجام شد.

## درگذشت
عبدالرحیم جعفری در ۱۱ مهر ۱۳۹۴ درگذشت. او تا پایان عمر، پیگیر بازپس‌گیری دارایی خود بود. خانواده او همچنان پیگیر بازپس‌گیری دارایی او هستند.

## افتخارات
- تأسیس بزرگ‌ترین چاپخانه بخش خصوصی در ایران
- ۳۰ سال خدمت به چاپ و نشر کتاب در مؤسسه انتشارات امیرکبیر
- چاپ ۲۸۰۰ عنوان کتاب
- تأسیس دوازده کتاب‌فروشی
- دارنده لوح تقدیر از دائرةالمعارف بزرگ اسلامی (۱۳۸۳)

در سال ۱۳۸۳ در مراسم اهدای لوح تقدیر از سوی دائرةالمعارف بزرگ اسلامی به عبدالرحیم جعفری، بهاءالدین خرمشاهی خواستار بازگشت انتشارات امیرکبیر به جعفری شد حتی نمایندگانی از سوی مدیر انتشارات امیرکبیر به جعفری هدیه دادند. عبدالرحیم جعفری در سخنرانی خود گفت: «از اموال من به من هدیه می‌دهند».